# Urban area (USA)

Karta över USA:s Urban areas vid folkräkningen 2000.

Urban area är i USA en övergripande benämning på tätortsområden. Dessa områden brukar detaljbestämmas vart tionde år i samband med folkräkningen och delades vid folkräkningen år 2000 upp i klassifikationerna Urbanized Area (de med över 50 000 invånare) och Urban Cluster (de med under 50 000 invånare men över 2 500 invånare).
Urbanized Area (UA) och Urban Cluster (UC) är uppbyggda av små distrikt (Census Block) som för att ingå i en UA eller UC måste uppfylla vissa definitionskrav. Dessa krav är till exempel en viss nivå på befolkningstätheten som måste uppnå minst 1 000 invånare per kvadratmile för de centrala delarna och minst 500 invånare per kvadratmile för de omgivande delarna. Undantag från dessa regler finns dock under vissa omständigheter. 
UA:s och UC:s definieras utan hänsyn till gällande administrativa gränser, såsom stads-, county- eller delstatsgränser. Oftast består en UA eller UC av de tätbefolkade delarna inom centralortens stadsgräns samt områden utanför stadsgränsen som hänger ihop med centralorten.
I enstaka fall kan två eller fler olika UA/UC befinna sig inom samma stadsgräns, som för till exempel Anchorage, Alaska som har både Anchorage UA och Anchorage Northeast UC belägna inom gränsen för Anchorage city.
Om urban area har minst 50 000 invånare (Urbanized Area) fungerar det som kärnan i ett Metropolitan statistical area. Om urban area har mellan 10 000 och 49 999 invånare (Urban Cluster) fungerar det som kärnan i ett Micropolitan statistical area.